# Дисфагија
Дисфагија представља отежано гутање. Може бити последица болести уста, ждрела или једњака (као што су нпр тумори, упале).
Отежно гутање може се јавити на самом почетку гутања што се назива орофарингеална дисфагија или неколико секунди након почетка гутања, што се назива езофагеална дисфагија.
Дисфагију треба разликовати од одинофагије, болног гутања. Дисфагија и одинофагија могу се јављати истовремено.